# Western camarguais

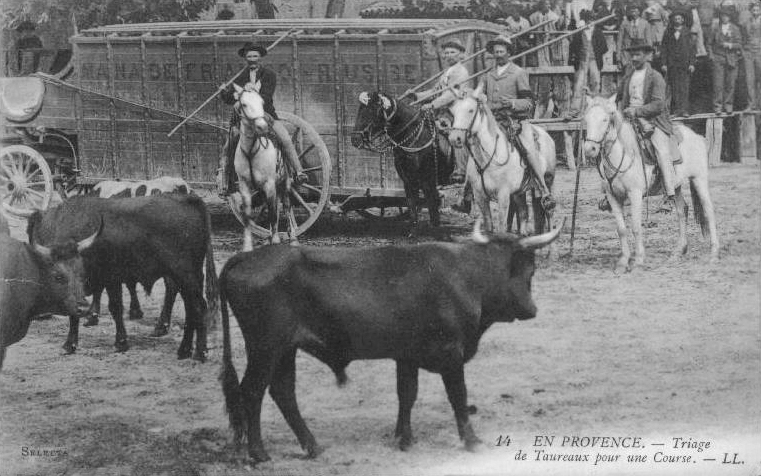
Triage de taureaux dans une manade camarguaise au début du XXe siècle

L'expression western camarguais, aussi connu comme western camembert ou western bouillabaisse,, désigne les films de westerns muets produits en France par Joë Hamman, Folco de Baroncelli et Jean Durand de 1909 à 1914 dans les décors naturels de la Camargue, donnant l'illusion des paysages de l'Ouest américain.

## Caractéristiques
Ces films mettent essentiellement en scène des indiens chevauchant des chevaux sauvages, des cow-boys lançant des lassos et arborant des stetsons, secourant des femmes en détresse, au milieu de chevauchées époustouflantes, d'attaque de diligences ou de trains, le tout dans d'immenses déserts,,,.

## Seconde époque
Le terme de « western bouillabaisse » est également employé pour quelques productions françaises tournées en Provence plusieurs décennies après, notamment Sérénade au Texas (1958), avec Luis Mariano et Bourvil, et surtout Dynamite Jack (1961) avec le comique marseillais Fernandel. À l'opposé, le western camarguais D'où viens-tu Johnny ? (1963), centré sur Johnny Hallyday, reprend encore les codes du western tout en affichant pleinement l'identité et le folklore de la Camargue,.

## Exposition
- 2016 : Western Camarguais lors des Rencontres de la Photographie d’Arles[9].

## Documentaire
- 2004 : Cow-Boys sans retour - L'Histoire des premiers westerns français réalisé par Hervé Ciret.
- 2012 : Western Baguetti : l'incroyable histoire de Joe Hamman en Camargue réalisé par Anaïs Kien et Charlotte Roux.
- 2023 : Invitation au voyage épisode La Camargue, terre de Western pour Tony Gatlif réalisé par Fabrice Michelin null.